# Uppfostran
Uppfostran avser resultatet av de fostringsprocesser som nyttjats men även de processer som skapar resultatet.
I folkmun menas att bra uppfostran är detsamma som att ha lyckats fostra i enlighet med rådande samhällsetik. Med dålig uppfostran menas att ha misslyckats med detsamma.

## Etymologi
Fostra och foster från fornsvenska fostre, jmfr Isländskans fóstri i betydelsen hemfödd träl/trälinna. Vad som fötts respektive avlats av människa eller djur. Livsfrukt, barn, unge, avkomma. Giva ett barn underhåll, vård under dess uppväxtår, amma. Även ett djur eller växt kan vara föremål för fostran exempelvis i ett gammalt uttryck som ”fostra kål och potatis”. Germanska fõs(t)ra en avledning av stammen fõd, av föda.